# باکتی یوگا

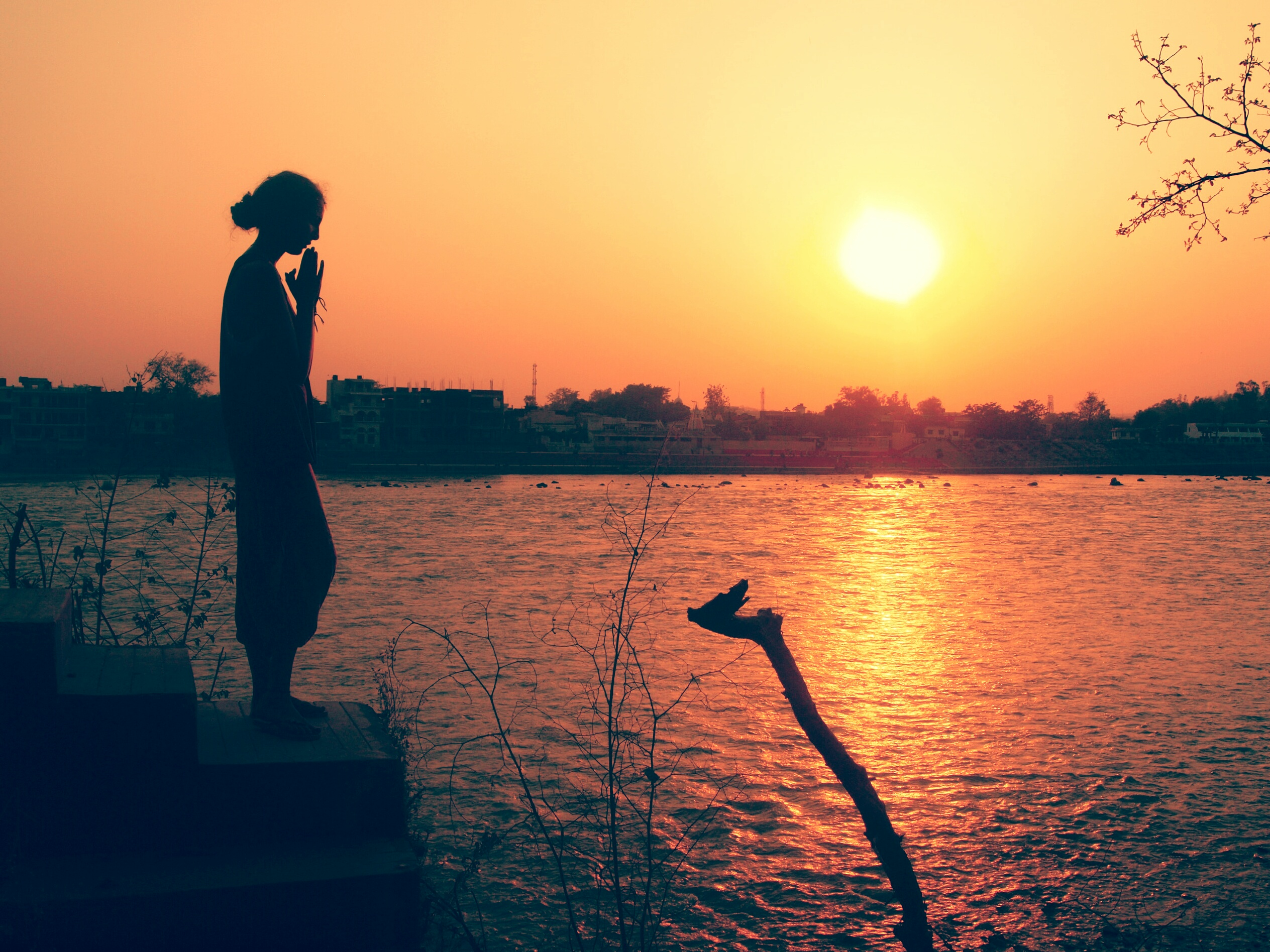
زنی در حال باکتی یوگا

باکتی یوگا (به انگلیسی: Bhakti yoga) که به اسم مسیر باکتی نیز شناخته می‌شود، شیوه ممارست و راه معنوی در هندوئیسم است که بر عشق، سرسپردگی و دلبستگی به معبود الهی تمرکز دارد. جزو سه سبک کلاسیک ممارست معنوی در هندوئیسم است. دو سبک کلاسیک دیگر عبارتند از جنانا یوگا و کارما یوگا. این سنت ریشه باستانی دارد. معبود الهی، خدا یا الهه شخصی سرسپرده است و می‌تواند الهه یا خدایان متفاوتی را بسته به معبود الهی سرسپرده مانند گنش، کریشنا، رادها، راما، سیتا، ویشنو، شیوا، شاکتی، لاکشمی، ساراسواتی، پراواتی، دورگا، کالی، تارا، دورگا، سوریا و دیگر الهه و خداها را شامل شود.